# Trirachodon
Trirachodon is een geslacht van uitgestorven cynodonten behorend tot de familie Trirachodontidae. Dit dier leefde in het Vroeg- en Midden-Trias.
Trirachodon leefde gemeenschappelijk in holen, aangezien verschillende gefossiliseerde holen inclusief bewoners in Zuid-Afrika zijn gevonden. Dit dier had een korte, smalle snuit en was met een lengte van 50 cm relatief klein. De poten waren aangepast aan het graven van holen. Fossielen zijn bekend uit Zuid-Afrika (Karoo) en Namibië (Otjiwarongo-bekken).